# Rodolphe Alexandre
Rodolphe Alexandre (ur. 26 września 1953 w Kajennie) – polityk Gujany Francuskiej, prezydent Rady Regionalnej od 26 marca 2010 do 18 grudnia 2015. Od 18 grudnia 2015 do 2 lipca 2021 roku przewodniczący Zgromadzenia Gujany Francuskiej. Członek Unii na rzecz Ruchu Ludowego. W latach 1983–2008 był członkiem ugrupowania Parti socialiste guyanais (PSG). W latach 2008–2010 był merem Kajenny.